# R42 (België)
De R42 is de ringweg rond de Belgische stad Sint-Niklaas. De ring vormt geen volledige ring rond de stad, want in het zuiden en westen is hij onderbroken; daar wordt de ringfunctie echter overgenomen door respectievelijk de N70 en de N41. De ring loopt eigenlijk ook niet rond Sint-Niklaas, maar doorsnijdt het centrum parallel met spoorlijn 59.

## Traject
De R42 begint aan de N70, kruist onder andere de N451 en de N403-N16, en eindigt ten slotte op de N41 richting Dendermonde. Vroeger gebeurde deze aansluiting via een gelijkvloerse kruising over de spoorlijn 59 en via de woonwijk Valk maar sinds 2012 is er een viaduct aangelegd, het zogenaamde westelijke tangent, samen met enkele fietstunnels waardoor plaatselijk en doorgaand verkeer voortaan gescheiden zijn.
Ook zijn er plannen om de ring rond te maken door een verbinding tussen de R42 en de E17, het oostelijk tangent. Dit moet de verkeersdruk rond Sint-Niklaas verlichten.

## Straatnamen
De R42 heeft de volgende straatnamen:
- Singel
- Oosterlaan (vanaf 1/1/2022; daarvoor Leopold II-Laan)
- Kleine Laan
- Spoorweglaan
- Westerlaan
- Guido Gezellelaan
- Leon Scheerderslaan

R-wegen:
R0 · R1 · R2 · R3 · R4 (R4a · R4z) · R5 (R5a) · R6 · R7 · R8 · R9 · R10 · R11 (R11a) · R12 · R13 · R14 · R15 · R16 · R18 · R20 (R20a · R20b) · R21 (R21a · R21b · R21c · R21d) · R22 (R22a · R22z) · R23 (R23z) · R24 · R25 · R26 · R27 (R27a) · R30 (R30a · R30b) · R31 · R32 · R33 · R34 · R35 · R36 (R36z) · R40 (R40a) · R41 · R42 · R43 · R50 · R51 · R52 · R53 · R54 · R55 · R61 (R61a) · R62 · R70 · R71 · R72 · R73
N-wegen die (gedeeltelijk) een ringweg omvatten:
N1 · N3 · N4 · N6 · N7 · N8 · N9 · N13 · N17 · N27 · N27a · N28 · N29 · N31 · N32 · N34 · N35 · N36 · N37 · N38 · N39 · N41 · N44 · N46 · N47 · N49 · N50 · N55 · N60 · N60d · N70 · N71 · N72 · N73 · N75 · N76 · N78 · N80 · N81 · N82 · N90 · N92 · N113 · N153 · N203 · N203a · N390 · N405 · N416 · N441 · N473 · N498 · N556 · N700 · N712 · N712b · N717 · N722 · N725 · N748 · N750 · N769 · N967